# Mina Harker

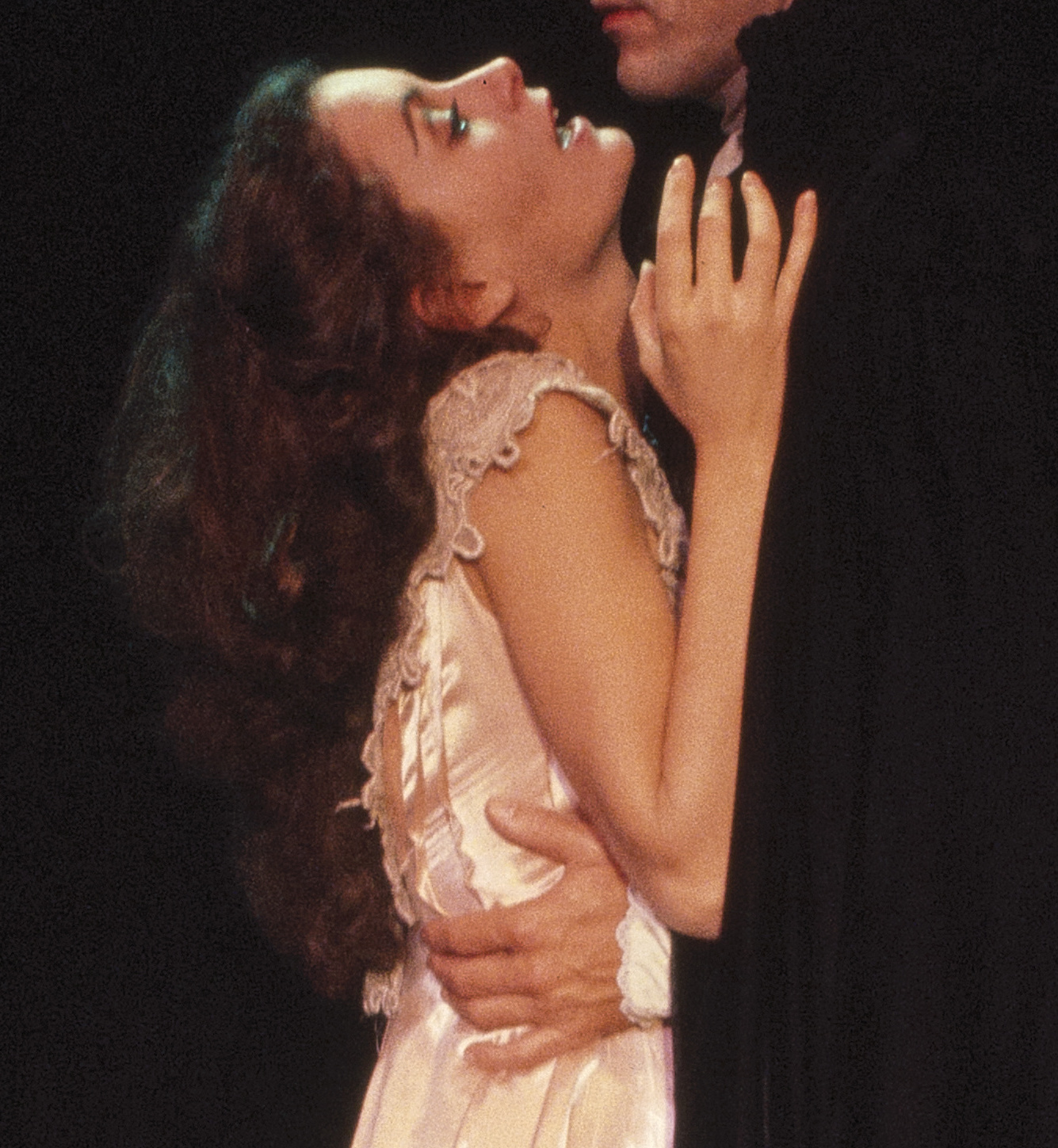
Giulia Pagano jako Mina w przedstawieniu The Passion of Dracula

Wilhelmina „Mina” Harker de domo Murray – fikcyjna postać z powieści Drakula pisarza Brama Stokera, pojawiająca się także w jej licznych adaptacjach.

## Życiorys postaci
Mina (Wilhelmina) Murray jest narzeczoną prawnika Jonathana Harkera. Gdy jej narzeczony udaje się w podróż  do Rumunii, zamieszkuje ze swoją przyjaciółką, Lucy Westenra. Są zaprzyjaźnione od dzieciństwa,  mimo przepaści społecznej, jaka je dzieli - Mina jest nauczycielką, sama musi się utrzymywać, uczy się stenografii, aby po ślubie pomagać mężowi w pracy, zaś młoda Westenra pochodzi z arystokratycznego rodu.
Wilhelmina prawdopodobnie jest sierotą, gdyż w jednym z listów do Lucy wspomina, że "nie znała swoich rodziców". Pierwszy raz pojawia się w książce jako nadawca i adresat listów do przyjaciółki, później jako autorka dzienników i listów do Abrahama van Helsinga.
W czasie wakacji w Whitby, gdzie mieszka u swej przyjaciółki i jej matki, Mina jest świadkiem napadów lunatycznych Lucy. Dzieląc z nią sypialnię, stara się jej strzec, jednak Lucy pewnej nocy wymyka się i pada ofiarą Drakuli. Panna Murray dostrzega dwie ranki po zębach wampira, jednak bierze je za ukłucia agrafką. Opuszcza przyjaciółkę i udaje się do Rumunii do chorego, cudem ocalonego Jonathana, by go pielęgnować. Tam też biorą ślub.
Po powrocie dowiaduje się o śmierci Lucy, a po odczytaniu wszystkich jej dzienników Van Helsing wyjaśnia sprawę. Mężczyźni zaczynają "polowanie" na Hrabiego, jego ofiarą zaś pada właśnie pani Harker - wampir gryzie ją w szyję i zmusza do wypicia jego własnej krwi. Chcąc ocalić Minę od przemiany w wampira, profesor przykłada do jej czoła poświęconą hostię, która wypala jej czerwone znamię na czole.
Pomimo zabiegów Van Helsinga, Mina zaczyna zmieniać się w wampirzycę. Ma zdolność czytania w myślach Drakuli, dzięki czemu drużyna walcząca z nim umie przewidzieć pewne jego działania, np. podróż statkiem. W ostatnich momentach wampirzyce Hrabiego usiłują ją przeciągnąć na swoją stronę, wzywając ją jako "siostrę", jednak kobieta opiera się im przy wsparciu Van Helsinga. Po śmierci Drakuli wypalony ślad znika z jej czoła. Rok później rodzi syna, który otrzymuje imiona wszystkich przyjaciół walczących z Drakulą.

## Adaptacje
Rolę Miny grały m.in. liczne hollywoodzkie aktorki. Winona Ryder zagrała ją w filmie Drakula w reżyserii Francisa Forda Coppoli.